# Gamborg Sogn
Gamborg Sogn er et sogn i Middelfart Provsti (Fyens Stift).
I 1800-tallet hørte Gamborg Sogn til Vends Herred i Odense Amt. Kauslunde var en selvstændig sognekommune, men senere blev den slået sammen med Kauslunde Sogn. Kauslunde-Gamborg blev ved kommunalreformen i 1970 indlemmet i Middelfart Kommune.
I Gamborg Sogn ligger Gamborg Kirke.
I sognet findes følgende autoriserede stednavne:
- Ellebæk Vig (vandareal)
- Gamborg (bebyggelse, ejerlav)
- Kauslunde (bebyggelse, ejerlav)
- Svinø (areal, bebyggelse)